# Конвої в Першій світовій війні
Конвої в Першій світовій війні (1914–1918) — практику застосування конвоїв — груп торговельних суден або транспортних кораблів, що подорожували разом з військово-морським ескортом — відродили з початком Першої світової війни, після того, як від нього відмовилися на початку епохи парових двигунів. Хоча конвої використовувалися Королівським флотом у 1914 році для супроводу суден, що прямували до метрополії з домініонів, а в 1915 році — як Королівським, так і французьким флотом для прикриття власних перевезень військ, систематично вони не використовувалися жодним з воюючих флотів до 1916 року. Королівський військово-морський флот був основним користувачем і розробником сучасної системи конвоювання, а регулярне трансокеанське конвоювання розпочалося в червні 1917 року. Вони активно використовували авіацію для супроводу, особливо в прибережних водах, що було очевидним відходом від практики конвоювання в епоху вітрильного флоту.
Як зазначив історик Поль Е. Фонтенуа, «система конвоювання перемогла німецьку кампанію підводних човнів». З червня 1917 року німці не змогли виконати поставлену мету — топити 610 000 т сумарної водотоннажності суден противника щомісяця. У 1918 році їм рідко вдавалося потопити більше 300 000 т. З травня 1917 року до кінця війни 11 листопада 1918 року було потоплено лише 154 з 16 539 суден, які пройшли через Атлантику, з яких 16 загинули через природні небезпеки подорожі у відкритому океані, а ще 36 — через те, що відстали від групи.

## Історія

### Початкові конвої
Першим великим конвоєм війни став конвой Австралійського та Новозеландського армійського корпусу (АНЗАК). 18 жовтня 1914 року японський крейсер «Ібукі» вийшов з новозеландського порту Веллінгтон з 10 транспортними кораблями з військами. Вони приєдналися до 28 австралійських суден і легких крейсерів «Сідней» і «Мельбурн» в Олбані, Західна Австралія. Японці також відправили крейсер «Тікума» для патрулювання Індійського океану під час переходу конвою до Адена. 9 листопада під час переходу корабель «Сідней» був втягнутий у битву біля Кокосових островів, але конвой під японським супроводом досягнув Адена 25 листопада. Японці продовжували супроводжувати конвої АНЗАК протягом всієї війни. Конвої військ Домініону, якщо дозволяла погода, супроводжувалися до порту дирижаблями.
З появою підводних човнів Королівського військово-морського флоту, Імператорського військово-морського флоту Росії та Імперського військово-морського флоту Німеччини, саме нейтральна Швеція, за наполяганням Німеччини, вперше застосувала систему конвоювання на початку листопада 1915 року для захисту власного торгового судноплавства після того, як британці та росіяни атакували її вантажні судна із залізною рудою, що прямували до Німеччини. Німецький торговий флот запропонував аналогічну систему, але керівництво кайзерівського флоту відмовилося. Однак у квітні 1916 року адмірал принц Генріх Прусський — головнокомандувач на Балтійському театрі — схвалив регулярний ескорт німецькими бойовими кораблями суден до Швеції. Втрати ворожих підводних човнів різко скоротилися порівняно з попереднім роком, і до кінця війни було втрачено лише п'ять вантажних суден. У червні 1916 року Балтійський флот атакував німецький конвой у Бровікені, знищивши корабель-пастку «Германн» і кілька шведських торговельних суден, перш ніж помилки командира дивізіону міноносців Колчака О. В. дозволили більшій частині конвою врятуватися втечею до Норрчепінга.

### Атлантичні конвої
24 травня 1917 року з Гемптон-Роудс у супроводі панцерного крейсера «Роксбург» вийшов перший трансатлантичний конвой. 6 червня він зустрівся з вісьмома есмінцями з Девонпорта, і прибув 10 червня до місця призначення. 15 червня перший регулярний конвой покинув Гемптон-Роудс, наступний вирушив із Сіднея, Нова Шотландія 22 червня, а ще один покинув Нью-Йорк вперше 6 липня. Перший регулярний конвой у Південній Атлантиці розпочався 31 липня. Гібралтарські конвої, починаючи з 26 липня, почали курсувати між портом та Британськими островами регулярно.

### Типи конвоїв
За словами Джона Аббатіелло, існували чотири категорії конвой, які використовувались під час Першої світової війни. Перша категорія складається з конвоїв на короткі відстані, таких як між Британією та її європейськими союзниками, між Британією та нейтральними країнами. Комерційні конвої між Англією та Нідерландами чи Норвегією є прикладами, як і вугільні конвої між Англією та Францією. Друга категорія належала конвоям із супроводом бойовими кораблями транспортних суден і кораблів, які, як правило, перевозили військовослужбовців до Західної Європи з домініонів та колоній, в основному на ранніх стадіях війни. Вони утворили найперші конвої. Британський Великий Флот міг бути включений до цієї категорії, оскільки його завжди супроводжували заслін з есмінців у Північному морі і часто дирижаблі прибережного та північного класу. Третя категорія — це так звані «океанські конвої», які захищали комерційні маршрути у відкритому океані. Вони рушили переважно Атлантикою із США чи Канади на півночі, або з британської чи французької колоніальної Африки або Гібралтару на півдні. Четверта категорія — це «прибережні конвої», ті, що захищають торговельні та корабельні рухи вздовж узбережжя Британії та в межах британських домашніх вод. Більшість прибережних та внутрішніх морських руху не ескортувалося до середини 1918 року. Ці конвої включали широке використання літаків.